# Provincetown
Provincetown, door velen in de regio ook "P-Town" genoemd, is een plaats (town) gelegen op het uiterste puntje van het schiereiland Cape Cod, in Barnstable County in de Amerikaanse staat Massachusetts.
Provincetown heeft 3431 inwoners (volkstelling 2000). Het is een toeristenbestemming, vooral bekend om zijn uitgestrekte witte stranden, zijn oude centrum, en de vele kunstenaars die er wonen.

## Geschiedenis
In 1620 gingen de Pilgrim Fathers voor Provincetown voor anker, en besloten in het gebied een kolonie met zelfbestuur te vestigen. Uiteindelijk staken zij de Cape Cod baai over en vestigden de Plymouth Colony op het vasteland.
Het huidige Provincetown werd in 1700 gesticht als een vissersdorp. Na de Amerikaanse Revolutie werd het een belangrijk centrum van de visserij en walvisvangst in de wateren rond Cape Cod.
In het begin van de vorige eeuw vestigde een aantal schrijvers en kunstenaars zich in Provincetown, en begon het de eerste toeristen aan te trekken uit Boston en New York.
Tegenwoordig bestaat er nog steeds een uitgebreide kunstenaarsgemeenschap in Provincetown, en zijn er overal galerieën. Provincetown is erg rustig en vredig in de koude winters, maar verandert in de zomer in een drukke toeristenplaats.
In de afgelopen jaren is Provincetown een bekend centrum geworden voor homoseksuelen, zowel voor vaste bewoners als voor bezoekers. Dit heeft Provincetown een nieuwe energieke sfeer gegeven, terwijl in andere delen van Cape Cod de oude sfeer vaak vervlakt is onder invloed van de commerciële toeristenindustrie.
In de zomer heeft Provincetown een veerverbinding met Boston.

## Plaatsen in de nabije omgeving
De onderstaande figuur toont nabijgelegen plaatsen in een straal van 36 km rond Provincetown.

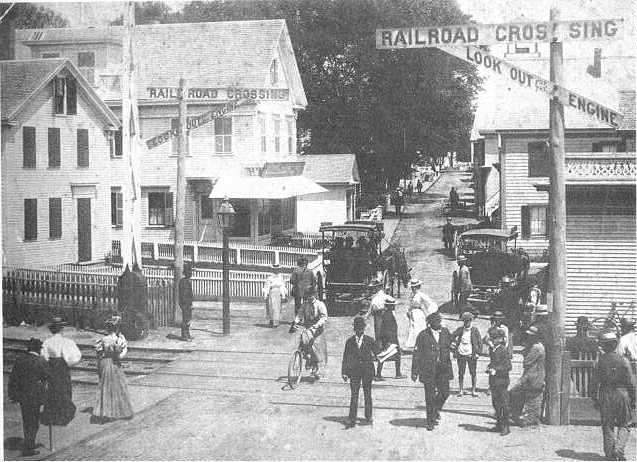
Provincetown in 1890
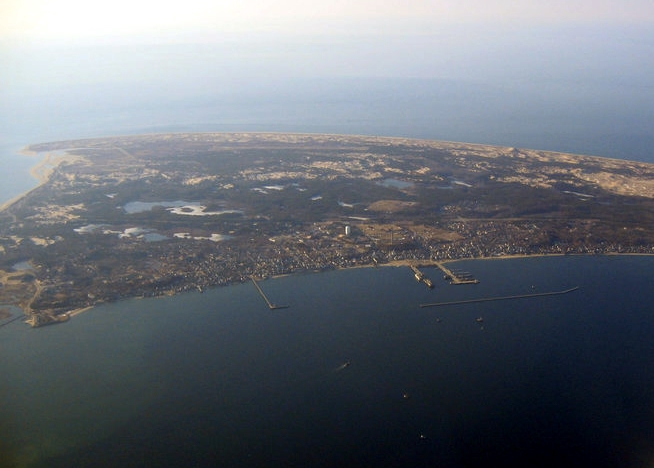
Provincetown, op het puntje van Cape Cod, vanuit de lucht gezien
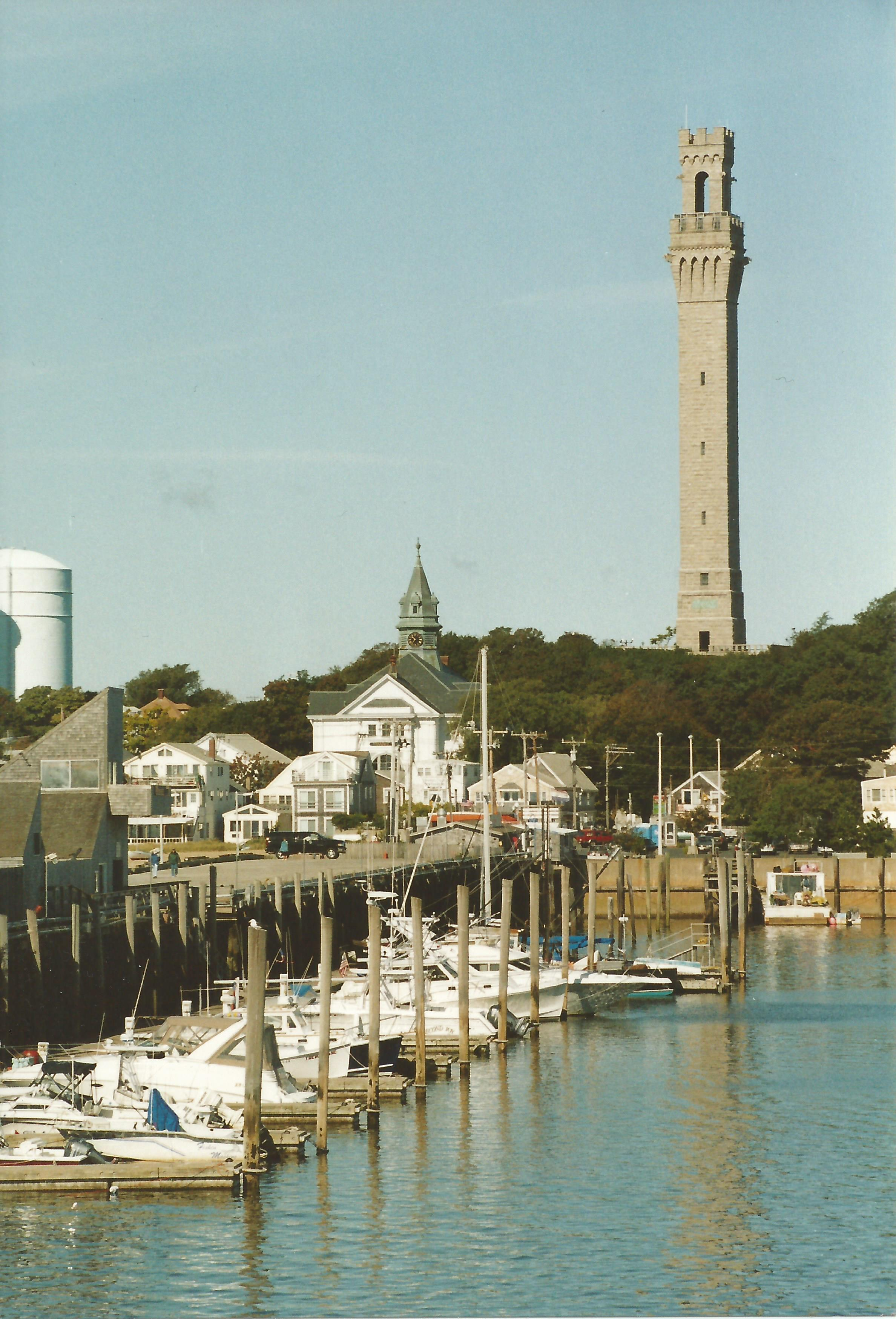
het Pilgrim Monument